# سول این آه
سول این آه (کره‌ای: 설인아؛ زادهٔ بانگ یه رین در ۳ ژانویه ۱۹۹۶) بازیگر اهل کره جنوبی است. او بیشتر به خاطر ایفای نقش اصلی در مجموعه‌های تلویزیونی فردا هم آفتابیه (۲۰۱۸)، عشق زیباست، زندگی فوق‌العاده است (۲۰۱۹)، خواستگاری کاری (۲۰۲۲) و دوران خوش (۲۰۲۳) و برای نقش مکمل در دو بونگ سون قدرتمند (۲۰۱۷)، مدرسه ۲۰۱۷ (۲۰۱۷) و آقای ملکه (۲۰۲۰–۲۰۲۱) شناخته می‌شود.

## فیلم‌شناسی

### فیلم
| سال  | عنوان               | نقش         | توضیحات | منابع |
| ---- | ------------------- | ----------- | ------- | ----- |
| ۲۰۱۷ | چشمان بسته          | پارک می ریم | وب فیلم | [ ۲ ] |
| ۲۰۲۲ | اعلام وضعیت اضطراری | ته اون      |         | [ ۳ ] |
| ۲۰۲۳ | عاشق بوی من         | آرا         |         | [ ۴ ] |

### مجموعه تلویزیونی
| سال       | عنوان                           | نقش                     | توضیحات                        | منابع  |
| --------- | ------------------------------- | ----------------------- | ------------------------------ | ------ |
| ۲۰۱۵      | تهیه‌کنندگان                     | آنتی فن سیندی           | حضور افتخاری (قسمت ۱۰)         | [ ۵ ]  |
| ۲۰۱۶      | افسانه اوک‌نیو                   | بانوی دربار هان         |                                | [ ۶ ]  |
| ۲۰۱۷      | دو بونگ سون قدرتمند             | جو هی جی                |                                | [ ۷ ]  |
| ۲۰۱۷      | مدرسه ۲۰۱۷                      | هونگ نام جو             |                                | [ ۸ ]  |
| ۲۰۱۸      | فردا هم آفتابیه                 | کانگ ها نی/ هان سو جونگ |                                | [ ۹ ]  |
| ۲۰۱۹      | بازرس ویژه                      | گو مال سوک              |                                | [ ۱۰ ] |
| ۲۰۱۹–۲۰۲۰ | عشق زیباست، زندگی فوق‌العاده است | کیم چونگ آه             |                                | [ ۱۱ ] |
| ۲۰۲۰      | ثبت جوانی                       | جونگ جین آه             | حضور افتخاری (قسمت‌های ۴، ۷–۱۵) | [ ۱۲ ] |
| ۲۰۲۰–۲۰۲۱ | آقای ملکه                       | جو هوا جین              |                                | [ ۱۳ ] |
| ۲۰۲۲      | خواستگاری کاری                  | جین یونگ سو             |                                | [ ۱۴ ] |
| ۲۰۲۳      | دوران خوش                       | اوه جونگ شین            |                                | [ ۱۵ ] |
| ۲۰۲۳      | هندوانه چشمک زن                 | چوی سه کیونگ            |                                | [ ۱۶ ] |

### برنامه تلویزیونی
| سال       | عنوان                              | نقش               | توضیحات                      | منابع         |
| --------- | ---------------------------------- | ----------------- | ---------------------------- | ------------- |
| ۲۰۱۵      | نگاهی به خودم                      | مأمور دوربین مخفی |                              | [ ۱۷ ]        |
| ۲۰۱۷      | جوایز موسیقی سئول                  | مجری فرش قرمز     | همراه ام‌سی دینگ دونگ         | [ ۱۸ ]        |
| ۲۰۱۷      | جوایز سئول                         | مجری فرش قرمز     | همراه یانگ سه-چان            | [ ۱۹ ]        |
| ۲۰۱۷–۲۰۱۹ | سکشن تی‌وی                          | میزبان            |                              | [ ۲۰ ]        |
| ۲۰۱۸      | قانون جنگل در مکزیک                | عضو گروه بازیگران | قسمت‌های ۳۱۴–۳۲۰              | [ ۲۱ ]        |
| ۲۰۱۸      | دریم کنسرت                         | میزبان            | همراه یون شی-یون و چا اون وو | [ ۲۲ ]        |
| ۲۰۱۹      | آشپزخانه مرموز بک                  | رقیب              | قسمت ۱                       | [ ۲۳ ]        |
| ۲۰۲۱      | قانون جنگل – جزیره پنت: جزیره آرزو | عضو گروه بازیگران | قسمت‌های ۴۵۱–۴۵۲              | [ ۲۴ ] [ ۲۵ ] |